# 안경근
안경근(安敬根, 1896년 6월 10일 ~ 1978년 12월 9일)은 대한민국의 독립운동가, 군인, 정치인이다.
본관은 순흥(順興)이고 일명(一名)은 이관오(李冠五)이며 호(號)는 석천(石泉)이다.

## 일생

### 생애 초기
안명근(安明根)의 친아우이자 안중근(安重根)·안정근(安定根)·안공근(安恭根)의 사촌 동생이며 안봉생(安鳳生)과 안춘생(安椿生)의 숙부이기도 한 그는 황해도 신천 출생이다.

### 독립 운동
그는 이범윤(李範允, 1856년 12월 29일 ~ 1940년 10월 20일)과 홍범도(洪範圖, 1868년 10월 12일 ~ 1943년 10월 25일)의 추천을 받아 1919년 대한독립군에 입대하여 복무하였고 이후 중화민국 육군에 편입하였다가 나중에 대한독립군단으로 복귀하였고 일제강점기 말기였던 1944년에서 이후 1945년 8·15 조선 광복이 도래한지 2년이 지난 1947년까지 김구 대한민국 임시정부 주석의 예하 보좌관을 지냈다.

### 서훈
- 1977년 건국훈장 독립장을 받았다.

## 학력
- 중화민국 청두 쓰촨 육군군관학교 졸업
- 중화민국 쿤밍 윈난 육군강무학교 졸업
- 대한민국 국방대학교 1기 행정학사(1956년)